# Cigugur Tengah
Cigugur Tengah is een bestuurslaag in het regentschap Cimahi van de provincie West-Java, Indonesië. Cigugur Tengah telt 49.879 inwoners (volkstelling 2010).